# دکتر میست
دکتر میست (به انگلیسی: Doctor Mist) یک شخصیت خیالی ابرقهرمان در کتاب‌های کامیک آمریکایی منتشر شده توسط دی‌سی کامیکس است. این شخصیت توسط نویسنده ای. نلسون بریدول و طراح رامونا فرادون خلق شده‌است؛ که برای اولین بار در شمارهٔ ۱۲ از مجموعه سوپر فرندز (ژوئن ۱۹۷۸) حضور پیدا کرد.
بیش از ۱۱ هزار سال پیش، نومو، پادشاه جادوگر ملت آفریقایی به نام کُر، در مقابل ستون چرخشی زندگی قرار گرفت که به او قدرت‌های باورنکردنی و جاودانگی اعطا کرد. او سپس نام دکتر میست را برای خود انتخاب کرد. او امپراتوری باستانی کُر را متشکل از ۱۰۰ شهر تأسیس کرد. در نهایت میست تصمیم به کناره‌گیری می‌کند و برای زندگی به شکاف کوه در نزدیکی ساحل شرقی آفریقا می‌رود، و در آنجا می‌ماند. او رهبر نگهبانان جهانی و پرایمال فورس بود و در خط داستانی بازراه‌اندازی شده نیو ۵۲، بخشی از گروه جادو «A.R.G.U.S.» است، اما به آن‌ها در ازای مبادله کتاب‌های جادو خیانت می‌کند.